# João de Freitas Reis
João de Freitas Reis foi um político português.

## Biografia
Foi Presidente da Câmara Municipal de Cascais por dois mandatos alternados de dois anos, de 2 de Janeiro de 1860 a 2 de Janeiro de 1862 e de 2 de Janeiro de 1864 a 2 de Janeiro de 1866.
Por Postura Camarária de 24 de Maio de 1860, de comum acordo com Joaquim António Velez Barreiros, 1.º Barão de Nossa Senhora da Luz e 1.º Visconde de Nossa Senhora da Luz e alguns outros ilustres moradores, incluindo diversos forasteiros que haviam sido atraídos para a vila depois da instalação nela do 1.º Barão e 1.º Visconde da Luz, foi por si criada a estrada entre Cascais e Oeiras, obra fundamental no desenvolvimento das comunicações entre a Foz do Rio Tejo e a capital, Lisboa. Ao mesmo tempo, a mesma Postura Camarária determinou que, sob pena de multa, todos os carros, ómnibus, seges e bestas apenas pudessem realizar transportes sobre o empedrado. Com vista ao embelezamento desta importante via pública, a Câmara Municipal cedeu, a instâncias do próprio 1.º Barão e 1.º Visconde da Luz, as varas necessárias para a protecção do crescimento das inúmeras árvores que foram, então e para esse mesmo efeito, plantadas.
Em sua homenagem foi dado o seu nome à Rua Freitas Reis, em Cascais.